# Acacia atkinsiana
Acacia atkinsiana är en ärtväxtart som beskrevs av Bruce R. Maslin. Acacia atkinsiana ingår i släktet akacior, och familjen ärtväxter. Inga underarter finns listade i Catalogue of Life.